# Đớp ruồi xanh nhạt
Cyornis unicolor là một loài chim trong họ Muscicapidae.
Loài này được tìm thấy ở Bangladesh, Bhutan, Brunei, Campuchia, Trung Quốc, Hồng Kông, Ấn Độ, Indonesia , Lào, Malaysia, Myanmar, Nepal, Thái Lan và Việt Nam. Môi trường sống tự nhiên của loài này là rừng nhiệt đới ẩm nhiệt đới hoặc cận nhiệt đới và rừng trên núi ẩm nhiệt đới hoặc cận nhiệt đới.

## Tham khảo

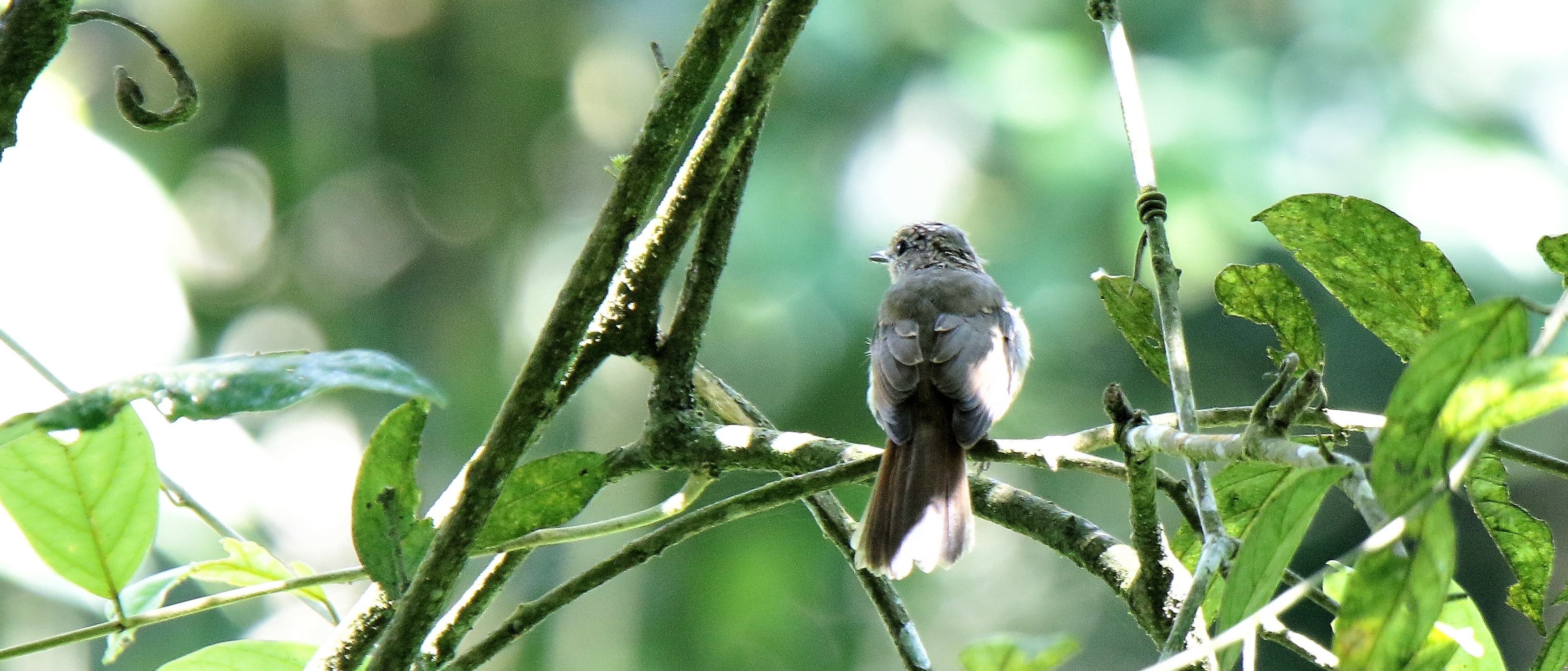
Đớp ruồi Xanh nhạt (chim mái)

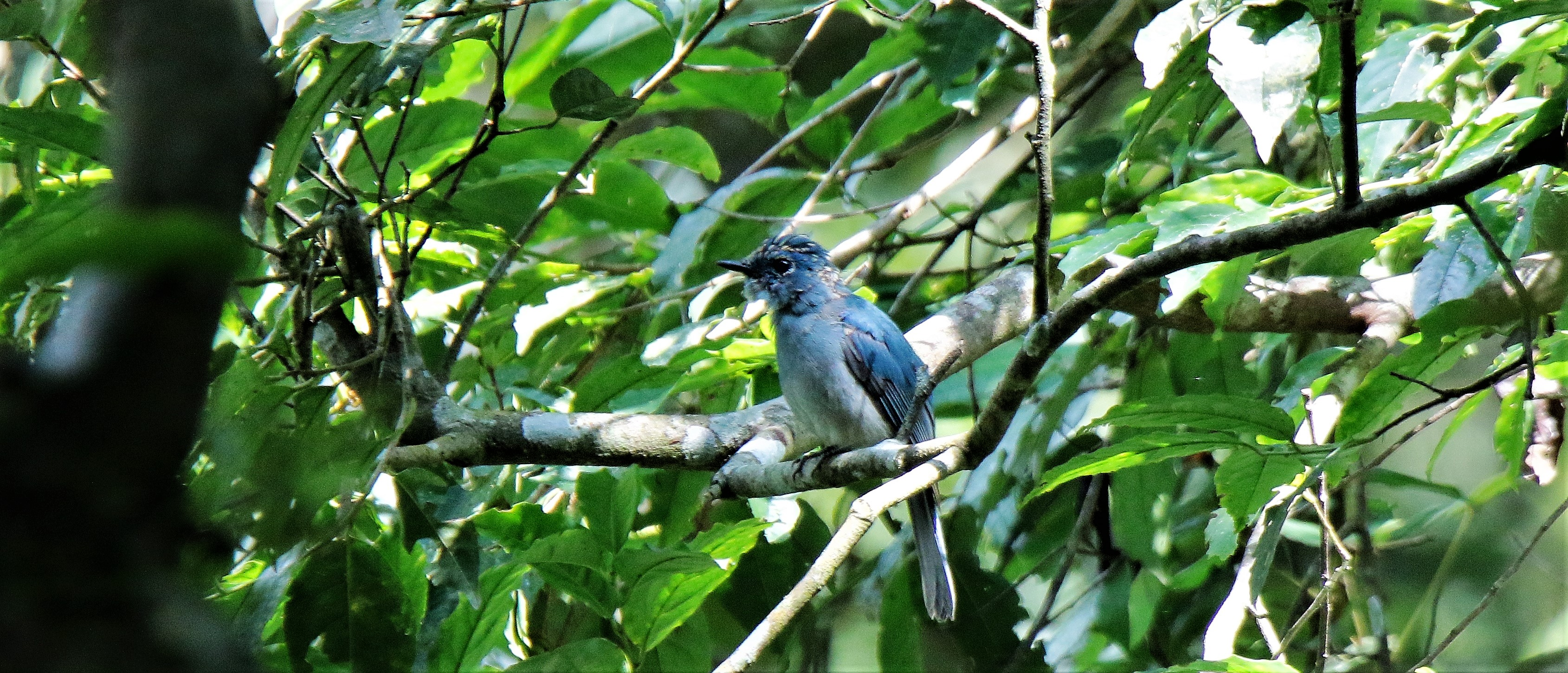
Đớp ruồi xanh nhạt